# Фейклор

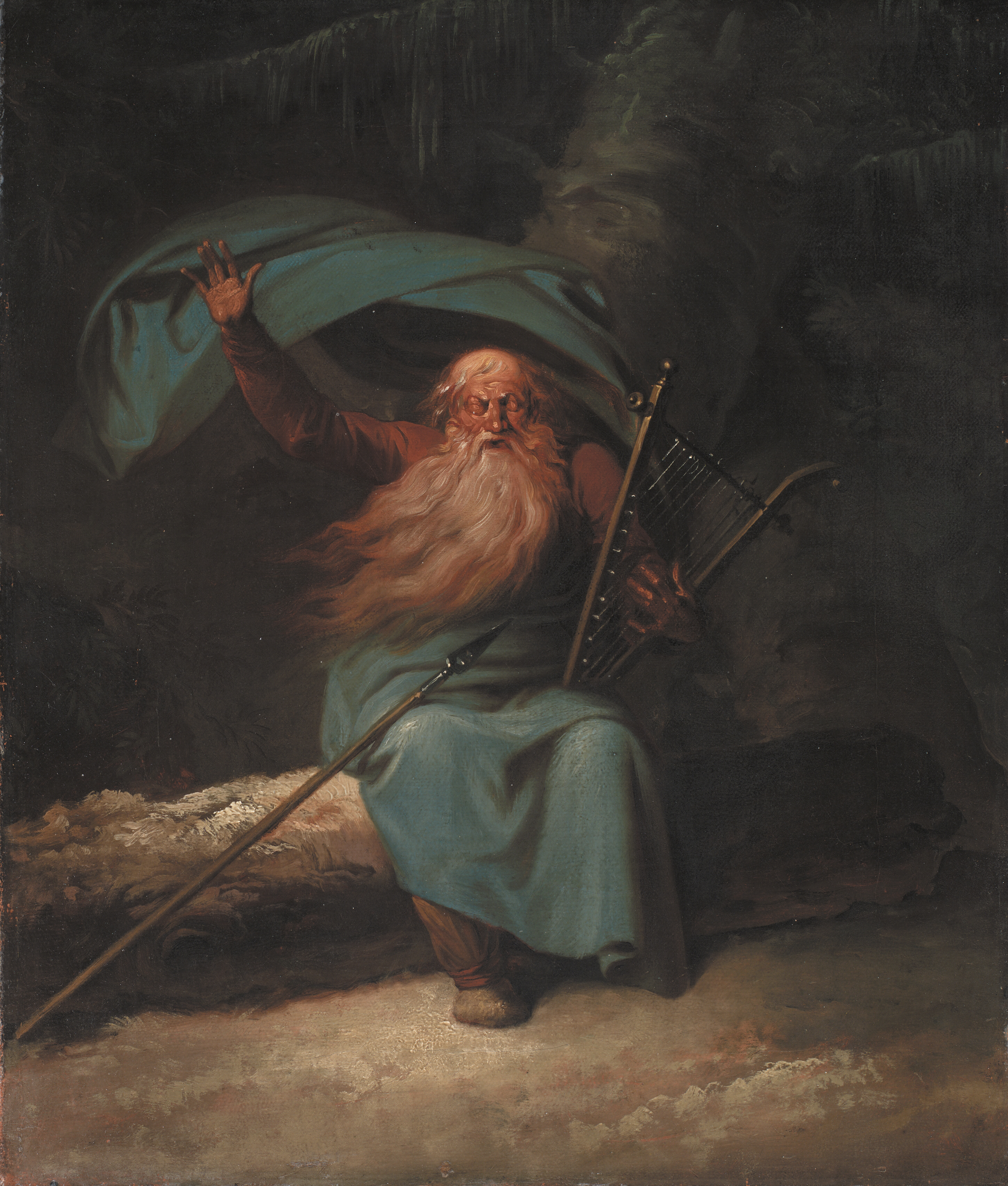
Оссиан, вымышленный кельтский бард III века, от лица которого написаны поэмы Джеймса Макферсона и его подражателей; художник Николай Абилдгаард, между 1780 и 1782

Фейкло́р (от англ. fake — «поддельный, подложный» и folklore — фольклор), псе́вдофолькло́р, фальшло́р, квазифольклор — недостоверный, искусственно созданный фольклор, выдаваемый за подлинный. Понятие фейклора обычно применяется к процессу имитации речевых и других фольклорных практик. Может быть вариантом фальсификации исторических источников.
Различаются стилизация — использование «народного» стиля для создания различного контента — и имитация, «подделка» народной культуры. Также фейклор отличается от фольклоризма, так как последний не приводит к ошибочному восприятию народного творчества, а только предполагает использование фольклора вне контекста, в котором он был создан.
Фейклор обычно представляет собой вымышленные в новейшее время тексты, песни и другие элементы народного творчества, ориентированные на нужды современной аудитории. Центральным элементом является факт демонстрации фейклора как реального народного творчества.
Является одним из ключевых элементов мифотворчества.

## История изучения
Термины «псевдофольклор», или «фейклор», был введены американским фольклористом Ричардом Дорсоном, профессором истории США государственного колледжа Мичигана, которого также называют «отцом американского фольклора» и «основной движущей силой в изучении фольклора США». Дорсон ввёл также термин городские легенды, который активно используется в современных изучениях народного творчества. Он определил городские легенды как «истории, которые никогда не случались, но которые распространяются как правдивая информация».
Термин был впервые использован в 1950-е годы при изучении ковбоя Пекоса Билла — персонажа, выдуманного Э. О’Райли в 1923 году. Дорсон активно изучал именно его, поскольку Пекос Билл представлялся в США народным героем, но в действительности он был придуман в начале XX века. Термин получил популярность во время дискуссии Дорсона с автором книг о Поле Баньяне Джеймсом Стивенсом. Учёный предполагал, что персонаж и связанные с ним книги являются искусственным произведением, которое причисляется к устной народной традиции, но в действительности используется для введения общества в заблуждение. Образ Баньяна должен восходить к традиционным рассказам североамериканских народов, но именно Стивенс сделал его популярным, написав несколько рассказов о его приключениях.
Первой обзорной работой, в которой были закреплены теоретические положения изучения фейклора, стал труд Дорсона «Фольклор и фейклор: фольклористские эссе» (1976), в котором автор поднимает тему искусственного конструирования фольклоризмов в различных целях.
Вопросы, связанные с искусственным созданием фольклора, попали в фокус исследователей с начала 1960-х годов. Немецкие учёные, в частности, изучали влияние искусственно сконструированного фольклора на развитие туристической индустрии.

## Культура США
В дополнение к Полу Баньяну и Пекосу Биллу, Дорсон идентифицировал как псевдофольклорного персонажа американского народного героя США Джо Магарака, легендарного силача и героя американских металлургов. Магарак появился в 1931 году в рассказе писателя Оуэна Фрэнсиса. Он описывался как буквально человек из стали, который изготовил рельсы из литого металла голыми руками. Он отказался от брака, чтобы посвятить себя работе. В конце концов, из-за стремления полностью отдаться работе, Магарак бросился в котёл с кипящей сталью.
Фрэнсис заявил, что слышал эту историю от сталелитейщиков-иммигрантов в Питтсбурге, штат Пенсильвания. Писатель сообщил, что, по их словам, «magarac» было комплиментом, но фактически оно означает «осёл» на сербохорватском языке. Так как никаких следов существования Джо Мэгарака до 1931 года в фольклоре не было обнаружено, информаторы Фрэнсиса, возможно, придумали этого персонажа, чтобы подшутить над писателем. В 1998 году Джилли и Бернетт в своей статье указали «только на некоторые признаки того, что история Магарака действительно преобразовалась из „фальшивки“ — в „фольклор“», но в то же время отметили важность этого персонажа как культурного символа США.
Среди других американских народных героев, которые были отнесены к псевдофольклорным, можно выделить следующие:
- Будет Буря[англ.]
- Фиболд Фиболдсон[англ.]
- Тони Бивер[англ.]
- Виски Джек[англ.][уточнить]
- Энни Кристмас
- Кордвуд Пит[англ.].

Маршалл Фишвик описывает этих в основном литераторов как имитации Пола Баньяна.

## Романтический национализм XVIII—XIX веков
В середине XVIII века шотландский поэт Джеймс Макферсон опубликовал прозаические переводы на английский язык нескольких поэм, принадлежавших, по его словам, барду III века Оссиану. К 1763 году Макферсон издал две большие поэмы Оссиана — «Фингал» и «Темора» — и 21 малую поэму Оссиана. 11 из 16 фрагментов «древней поэзии» вошли как вставные эпизоды в эти поэмы. После публикации «Фингала» на Макферсона обрушились просьбы, переходящие в требования, предъявить подлинные древние рукописи, с которых был выполнен перевод. Макферсон всячески затягивал дело, ссылаясь на свою занятость. Ответом стало издание, содержащее гэльские тексты одиннадцати из поэм Оссиана (включая «Фингала» и «Темору»), вышедшее в 1807 году, уже после смерти Макферсона. Эти тексты, однако, не внесли ясность в вопрос о подлинности поэм Оссиана: по мнению многих исследователей, язык, на котором они написаны, — современный Макферсону гэльский с характерными англицизмами, а сами «оригиналы» — обратные переводы английских «Поэм Оссиана» на гэльский язык. Никаких древних рукописей, хоть сколько-нибудь близких к поэмам Оссиана, до сих пор не найдено, а сами поэмы считаются мистификацией.
В «Черниговских губернских ведомостях» за 1855 год была опубликована поддельная «Сказка про бога Посвистача», якобы отражающая дохристианский сюжет. В ней рассказано о людях, которые жили в старину и поклонялись этому богу, и их старшем князе. Князь собрал войско, чтобы добыть за морем, на христианском берегу «красную княгиню». По молитвам христиан их Бог поднял бурю, море разбушевалось и разбросало корабли. Князь понял, что единственный настоящий бог — это Бог христианский. Князь отправил посланников в христианскую землю креститься. При первом упоминании имени Посвистача к нему имеется примечание: «Вероятно, Посвист, Похвист или Позвизд — Славянский бог погоды». Упоминается об интимной связь бога Посвистача с Макошью («Десь наш Бог Посвыстач спав / Чи в Макуши гуляв»). Исполнительницей песни, согласно публикатору, была 85-летняя старуха Гэйдыха, проживавшая в селе Красиловке Козелецкого уезда Черниговской губернии. Автор публикации и редактор «Черниговских губернских ведомостей» — одно и то же лицо: фольклорист и поэт Александр Шишацкий-Иллич.
Историк Н. И. Костомаров и этнограф А. Н. Пыпин отметили, что дума является произведением новейшего времени. Костомаров писал, что дума современна по языку, «в ней нет ничего древнего». По мнению фольклориста А. Л. Топоркова, Шишацкий-Иллич сам мог её сочинить. Данный сюжет никогда впоследствии не фиксировался фольклористами. В 1874 году украинские историки В. Б. Антонович и М. П. Драгоманов издали обширное собрание украинских дум. В предисловии к книге учёные писали, почему в собрание не включена дума про Посвистача и десятки других поддельных дум. Исследователи предположили, какими мотивами руководствовались фальсификаторы:

Кроме какого-то странного инстинкта к фальсификации, переделывать и подделывать песни и думы малорусские заставляли своеобразный патриотизм, русский и польский, стремление показать в народных песнях следы памяти о глубокой древности, — что заметно в подделке думы о походе князя-язычника в Византию.
Однако сюжет сказки как подлинный упоминается в научных публикациях — В. В. Ивановым и В. Н. Топоровым в энциклопедии «Мифы народов мира» («память о Мокоше на Украине сохранялась до середины XIX в.») и В. Н. Топоровым в словаре «Славянские древности» («В украинской песне интимные отношения связывали Мокошь с Посвистачем (Позвизд, Похвист поздних источников), воплощением ветров как особой ипостаси громовержца»).
В 1874 и 1881 годах фольклористом боснийским сербом Стефаном Верковичем было опубликовано два тома сочинения «Веда Славян» («болг. Веда Словена») — сборника песенного творчества и легенд, в котором утверждается, что это песни и предания языческих времён, сохранившиеся в устной традиции помаков (мусульманской этнической группы из юго-западной Болгарии) и собранные болгарским учителем Иваном Гологановым. «Веда Славян» содержит описания, как утверждается, древних обычаев, связанных с рождением, воспитанием и женитьбой знаменитых героев, прославлением и пением гимнов богам. Имена богов включают как якобы славянские (надёжно не засвидетельствованные), такие как Витна, Коледа, Водна, Росна или Снигна, так и имена индуистских божеств: Вишну и Сива (Шива). Также упоминаются якобы славянские правители, такие как Сада, Синдзе, Талатина, Брахил, Брава, а также мифический Орфей.
Вопрос о подлинности содержания этого сборника возник со времени его первой публикации. Содержание «Веды Славян» соответствует псевдоисторическим идеям Верковича о славянах как наиболее чистых потомках ариев и, предположительно, является мистификацией Гологанова, призванной доказать древность истории славян. Предполагается, что не найдя в полевых условиях песен на заданные Верковичем темы, Глоганов сам составил такие песни и продавал их Верковичу как оригинальные. Веркович посчитал, что песня об Орфее слишком короткая, и предложил Глоганову награду в десять дукатов, если тот найдет более длинную и полную версию. Вскоре Глоганов предоставил песню из 853 стихов. До издания первого тома «Веды Славян» в Белграде в 1874 году Глоганов составил 56 «оригинальных» стихотворений общим объёмом 17 тысяч стихов, которые вошли в этот том. Второй том, изданный в Петербурге в 1881 году, содержит обрядовые песни, сгруппированные вокруг 20 народных праздников, всего 15 тысяч стихов. Глоганов, деятельность которого дорого оплачивалась, оставил работу учителя. Он выстроил целый «пантеон древних фракийцев», то есть, в его понимании, славянских богов, которым дал имена Сива (Шива), Вишну, Игне, Друида и др. Он разработал особый псевдославянский язык, который он назвал «фракийским» и который сохранился в эпических песнях: «Вета е вила ветише, / Хруј ми сефита, / Сефита, удита, / Веј ми санита, / Урум ми тата. / Тата ми финита / Трај ми далита». Гологанов, несмотря на неоднократные просьбы, не смог назвать никого из народных певцов, песни которых, как он утверждал, были им записаны, и отказался лично встретиться с издателем. В конечном итоге Веркович посчитал себя обманутым и воздержался от дальнейшей публикации материалов.

## Бажовские сказы

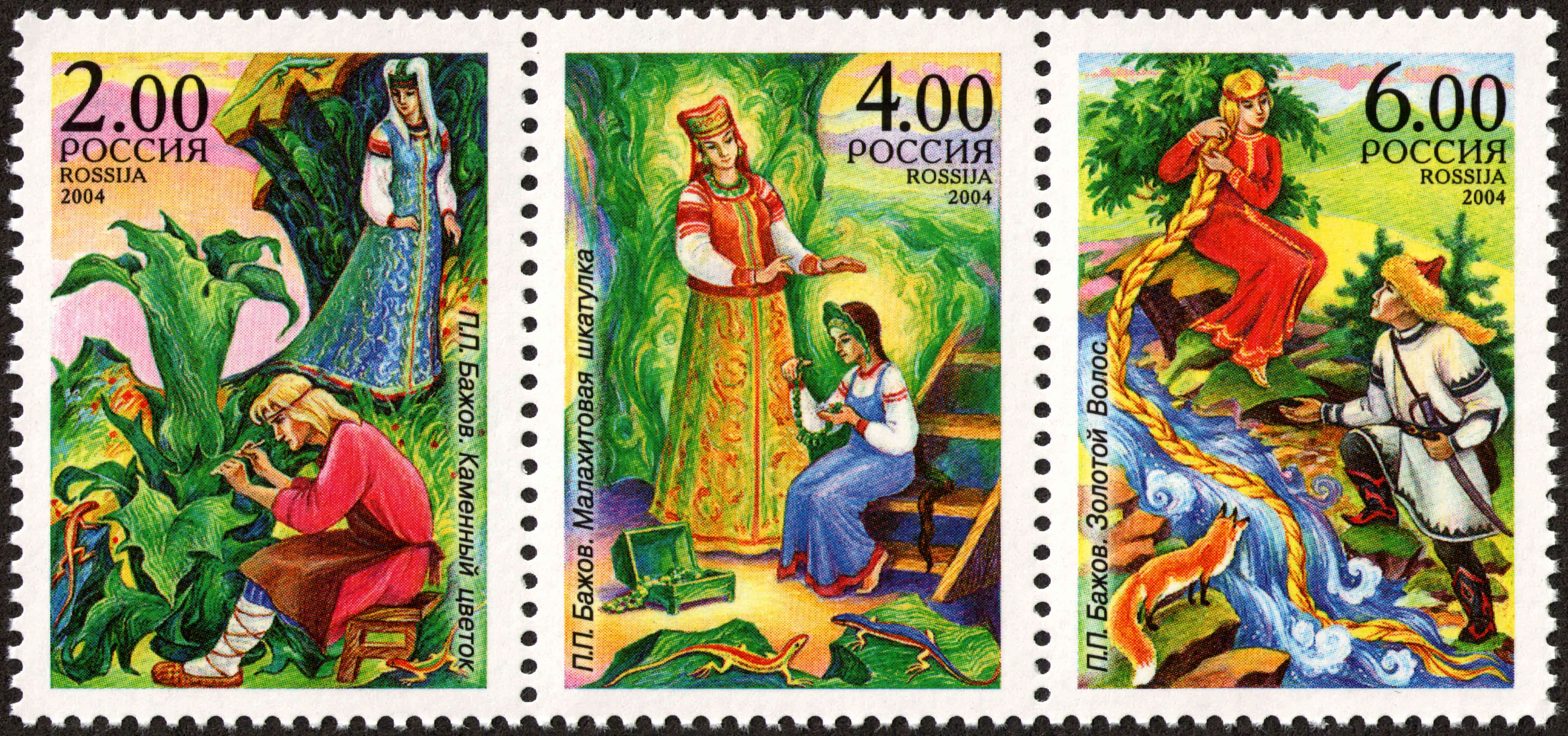
Персонажи сказов П. П. Бажова на почтовых марках. Россия, 2004

В 1931 году в Москве и Ленинграде прошла серия дискуссий на тему «Значение фольклора и фольклористики в реконструктивный период», по итогам которых была поставлена задача изучения «современного рабочего и колхозно‐пролетарского фольклора». В середине 1930-х годов в Свердловском книжном издательстве было решено выпустить сборник «Дореволюционный фольклор на Урале». Сбор материала поручили историку В. П. Бирюкову, который должен был сдать сборник в декабре 1935 года. Однако В. П. Бирюков заявил, что «нигде не может найти рабочего фольклора». Редактор сборника Е. М. Блинова «через четыре месяца общения с П. П. Бажовым, в июне 1935 года, резко изменила направление работы и стала нацеливать В. П. Бирюкова на собирание рабочего фольклора». Ставший после Е. М. Блиновой редактором сборника П. П. Бажов написал для него сказы «Дорогое имячко», «Медной горы Хозяйка» и «Про Великого Полоза», объявив их фольклорными записями сказов В. А. Хмелинина, которые П. П. Бажов слышал в 1892—1895 годах. Бажов предложил составителю сборника включить в него «рабочий фольклор» — истории, которые он слышал от горняцкого сказителя Василия Хмелинина. В качестве образца писатель показал сказ «Золотое имечко». Но прежде чем вышел в свет сборник, с рукописью ознакомился сотрудник «Детгиза» Владимир Лебедев. Благодаря ему несколько сказов были напечатаны в журнале «Красная новь» (1936, № 11).
Из-за драматических событий в жизни Бажова (в 1937-м он был исключён из партии, в 1938-м восстановлен) сказы, которые публиковались в разных изданиях, выходили либо под инициалами «П. Б.», либо под псевдонимом «П. Брагин». Практически везде имелась пометка «Из сказов Хмелинина».
Позже Бажов вспоминал, что после выхода первых сказов готовилась разгромная статья, в которой ему вменялась в вину «фальсификация фольклора». Писателя спас Демьян Бедный, указавший на книгу Семёнова-Тян-Шанского, где дано довольно обширное примечание о горе Азов, которые, дескать, Бажов мог слышать. Хотя в книге содержится лишь короткое упоминание о горе, существовании легенд, связанных с ней, и связь их с золотым прииском, бывшим одно время в низовьях горы. Сам Демьян Бедный принял сказы за фольклор, но впоследствии оказалось, что они придуманы Бажовым.
По мнению профессора Университета штата Колорадо, США Марка Липовецкого, сказы Бажова сочетают трудносовместимые установки сказочной и несказочной прозы и являются, по его выражению, типичным воплощением «комических попыток создания „нового фольклора“ (или фейклора), символами которого стали „новины“ Марфы Крюковой и песни Джамбула Джабаева».

## Советская культура
Искусственное конструирование фольклора начало активно применяться при формировании советской культуры.
Х. Гюнтер в работе «Архетипы советской культуры» описывает процесс формирования образов советских героев, среди которых он особенно выделяет образ лётчика. Звание «Герой Советского Союза» было введено именно после спасения лётчиками челюскинцев, и первыми носителями этого звания стали лётчики. Гюнтер проводит классификацию и типизацию советских героев:
1. герои социалистического труда (лётчики относятся именно к этому типу),
2. герои-воины,
3. герои — политические деятели,
4. герои-жертвы.

Лётчики стоят на вершине героической иерархии. Стоящие на вершине иерархии и связанные номинацией с легитимирующим власть фольклором/фейклором и публицистикой, они одновременно являются «сынами» «отца» — Сталина и «матери-Родины». В таком виде они встраиваются в советский онтологический миф.
В 1930-е годы отмечалось появление значительного корпуса текстов, стилизованных под фольклорные произведения. В данных произведениях, например, в сказе Марфы Крюковой, фигурирует словосочетание «ясные соколы», что отсылает читателя к русскому фольклору и мифологическому комплексу орнитологической метафоры, которая напрашивается сама собой, когда речь идёт об авиации и авиаторах.

## Славянское неоязычество
Различные сфальсифицированные фольклорно-мифологические тексты используются в славянском неоязычестве (родноверии). Традиции славянского язычества были в значительной степени утеряны вследствие принятия христианства, поэтому ряд славянских неоязыческих течений в своих представлениях о язычестве и истории славян и других народов опирается на различные фальсификации и использует в качестве источников работы авторов фолк-хистори и близкие к ним тексты. Религиоведы A. B. Гайдуков и Е. Ю. Скачкова отмечают, что родноверы в качестве источников часто используют авторские тексты и вольное истолкование культуры.

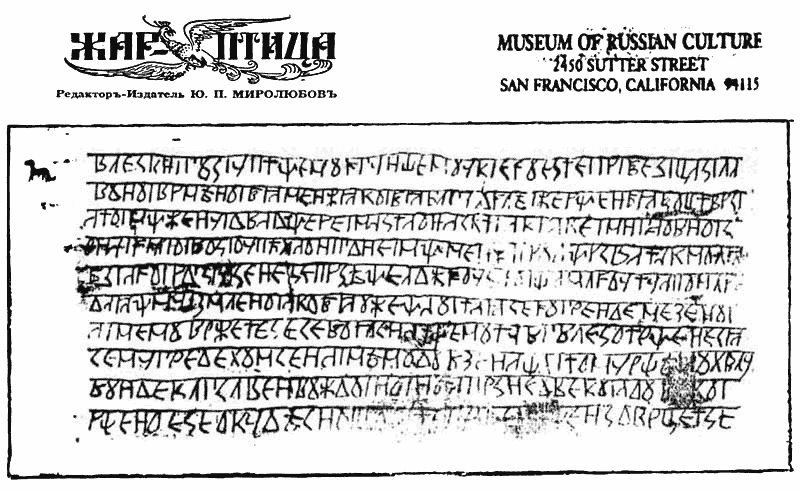
Изображение, заявленное как фотография дощечки «Велесовой книги»

Во многих направлениях славянского неоязычества значительную роль играет «Велесова книга» («дощечки Изенбека»), сочинение, на основании языковых особенностей (написана на смеси ряда бессистемно деформированных современных славянских языков), содержания и истории текста признанное учёными фальсификацией, вероятнее всего созданной в 1950-х годах её первым публикатором русским эмигрантом Юрием Миролюбовым.
Текст делится на три части: гимны языческим богам, «историческое» повествование и заключительные гимны, совмещающие язычество и монотеизм («бог и един и множествен»). Согласно «Велесовой книге», славянская языческая религия была человеколюбивой, боги славян не требовали как человеческих жертвоприношений, так и жертвоприношений животных («боги русов не берут жертв людских и ни животными»), однако в других местах текста, напротив, неоднократно сообщается о принесении в жертву животных. «Велесова книга» упоминает обширный пантеон богов. Сквозной темой является образ славян как «внуков Дажь-Божьих». Заключительные гимны «примиряют» язычество и монотеизм: «бог и един и множествен». Неоднократно как славянские упоминаются индоиранские (ведические, «арийские») божества, неизвестные из славянской традиции (причём их имена даны в новом фонетическом облике, исключающем родство или древнее заимствование). Вводится учение о Яви, Прави и Нави — концепция трехчастного строения мира, состоявшего из Яви (видимого мира), Нави (потустороннего мира) и Прави (мира законов).
«Велесова книга» существенно беднее в плане деталей, общего стиля и других характеристик, чем какой-либо настоящий древний миф, эпос или летопись; включает некоторые характерные библейские (то есть еврейские и греческие) обороты; отражает слабые представления автора о мышлении людей прошлого и содержит ряд анахронизмов. «Мифология», предоставленная в «Велесовой книги», имеет ряд черт, которые не встречаются в мифологии славян и каких-либо других народов (триада «Явь, правь и навь» и др.). По мнению филолога А. А. Алексеева, для «священного писания» «Велесовой книге» не хватает пророческого элемента. В подобиях гимнов и молитв, которые содержит «Велесова книга», слабо выражены поэтические формы: нет звуковых повторов (аллитераций), грамматической рифмы, ритмические построения расплывчаты, метафорический язык беден. В целом произведение не содержит органической религиозной концепции. Историк В. А. Шнирельман отмечает, что структура исторического повествования «Велесовой книги», основанного на идее линейного времени, идёт вразрез с дохристианским языческим мировоззрением. В то же время «Велесова книга» является ярким антихристианским текстом, якобы отстаивавшим некие «языческие ценности» от наступавшего со стороны греков христианства. Идея «Велесовой книги» об отсутствии у славян человеческих жертвоприношений противоречит данным археологических и письменных источников.
В ряду других фальсификаций «Велесова книга» выделяется масштабом как самой фальсификации, так и попыток доказать её подлинность.
Существуют различные варианты перевода «Велесовой книги» на современный русский язык, как правило, выполненные непрофессионалами, не имеющими филологического образования и опыта переводческой деятельности. Наиболее известными являются «переводы», выполненные неоязыческим автором Александром Асовым, издавшим большое число псевдонаучных работ по истории и мифологии, связанных с «Велесовой книгой». Во многих изданиях текст «Велесовой книги» пополнен Асовым рядом других сочинений, таких как «Славяно-русские Веды» — якобы «реконструируемые» Асовым «Песни птицы Гамаюн» и «Книга Коляды» и опубликованные фальсификатором А. И. Сулакадзевым в начале XIX века псевдоязыческие тексты, например, «Ярилина книга», «Тризны Бояновы». Вопреки устоявшемуся со времён Сулакадзева мнению учёных, Асов считает их не подделкой, а подлинными сочинениями, предлагает своё чтение и разбиение на слова. «Песни птицы Гамаюн» — это «своеобразная авторская стилизация, в основу которой положена псевдореконструкция гипотетического „узелкового письма“ древних славян, отождествляемого составителями сборника [„Русские веды“] с легендарными „чертами и резами“». Историк Н. А. Соболев называет Асова фальсификатором. К числу фальсификатов Асова он относит «Песни птицы Гамаюн» (представленные автором в качестве реконструкции «узелкового письма древних славян»), «Звёздная книга Коляды» (отнесённая автором к неопределенным «народным книгам», состоящим из рассказов его бабушки, его собственных идей и др.), «Златая цепь: Мифы и легенды древних славян» (продолжает идеи Юрия Миролюбова в области поиска связей между русским язычеством и ведической культурой).

## Критика термина
Термины «псевдофольклор» и «фейклор» некоторые исследователи считают излишне эмоциональными и субъективными. Противники подхода Дорсона утверждают, что они могут использоваться с целью повышения популярности того или иного труда, придания ему скандального характера.
Также существует мнение, что искусственно созданный фольклор и массовая культура постоянно влияют друг на друга, и это взаимное влияние должно быть изучено, а не осуждено с применением такого эмоционально окрашенного термина. На некоторых этапах развития культура нуждается в новых героях, и не существует этических или других ограничений, которые бы воспрепятствовали бы созданию фольклорных персонажей, решающих определённую культурную задачу.